# آنتون شیندر
آنتون شیندر (اوکراینی: Антон Павлович Шиндер؛ زادهٔ ۱۳ ژوئن ۱۹۸۷) بازیکن فوتبال اهل اوکراین است.
از باشگاه‌هایی که در آن بازی کرده‌است می‌توان به باشگاه فوتبال وی‌اف‌آر آلن، باشگاه فوتبال شاختار دونتسک، باشگاه فوتبال فورسکلا پولتاوا، باشگاه فوتبال چورنومورتس اودسا، باشگاه فوتبال تاوریا سیمفروپول، باشگاه فوتبال گروتر فورث، و باشگاه فوتبال یان رگنسبورگ اشاره کرد.
وی همچنین در تیم‌های ملی فوتبال Ukraine national under-19 football team و اوکراین بازی کرده‌است.